# Mykki Blanco
Michael Quattlebaum Jr. (Condado de Orange, Califórnia, 2 de abril de 1986), conhecido por seu nome artístico Mykki Blanco, é um rapper, performer, poeta e ativista estadunidense.

## Biografia
Quattlebaum nasceu no Condado de Orange, Califórnia. Seu pai, Michael Quattlebaum Sr., era um especialista em TI antes de se tornar um psíquico. Sua mãe, Deborah Butler, foi paralegal no Escritório de Patentes e Marcas da Carolina do Norte. Seus pais se divorciaram quando ela tinha 2 anos de idade. Quando criança, morava no Condado de San Mateo, Califórnia, perto de seus avós paternos, antes de se mudar para Raleigh, Carolina do Norte.
Quando Quattlebaum tinha 16 anos, fugiu de casa antes de se mudar para a cidade de Nova Iorque. Ele então passou um tempo na Califórnia, antes de ganhar uma bolsa de estudos completa para participar da School of the Art Institute of Chicago, mas abandonou a faculdade após dois semestres em 2006. Ele também frequentou brevemente da Parsons School of Design na cidade de Nova York.
Blanco usou diferentes pronomes ao longo de sua carreira.

## Carreira
O livro de poesia de Quattlebaum, From the Silence of Duchamp to the Noise of Boys, foi publicado pela editora OHWOW em 17 de junho de 2011.
Em 2012, Blanco fez sua estréia com o EP Mykki Blanco & the Mutant Angels.
Então, em novembro de 2012, Blanco lançou a mixtape Cosmic Angel: The Illuminati Prince/ss.
A mixtape foi produzida por Brenmar, Flosstradamus, Gobby, Le1f, Matrixxman e Sinden. Ela aparece no álbum Junto de Basement Jaxx.
Em 2013, Blanco lança seu segundo EP Betty Rubble: The Initiation. Em maio de 2014, o lançamento do EP Spring/Summer 2014,, seguido de sua segunda mixtape Gay Dog Food em outubro. Gay Dog Food apresenta uma faixa com os vocais de Kathleen Hanna, e participações de Cities Aviv, Cakes Da Killa dentre outros.
Em 17 de maio de 2016, o video de High School Never Ends (feat. Woodkid) é publicado no YouTube. O álbum de estréia de Blanco, Mykki, foi lançado em 16 de setembro de 2016.
Em 2019, Mykki protagonizou o clipe de Dark Ballet, um dos singles promocionais do álbum Madame X, da cantora estadunidense Madonna. O vídeo rerata uma história inspirada em Joana d'Arc, onde Mykki é preso e executado por membros da igreja. A música tem uma estrutura similar àquela de Bohemian Rhapsody e conta com uma amostra da Dança das Flautas de Bambu do Quebra-Nozes , por Piotr Ilitch Tchaikovsky.

### Influências artísticas
O personagem artístico Mykki Blanco, o alter ego adolescente de Quattlebaum, começou a aparecer no YouTube em 2010 e evoluiu para peças sonoras e performativas. O nome de Blanco é inspirado pelo alter ego de Lil' Kim Kimmy Blanco. Suas influências incluem Lil' Kim, GG Allin, Jean Cocteau, Kathleen Hanna, Lauryn Hill, Rihanna, Marilyn Manson e Anaïs Nin. Ele também é inspirado pelo movimento de riot grrrl e queercore, ou seja, o diretor Bruce LaBruce e a drag queen Vaginal Davis.
Blanco é um dos pioneiros do hip-hop queer, embora ele não queira ser rotulado de "rapper gay" ou "queer rapper". Blanco também discorda de sua categorização como artista drag, dizendo: "Você não pode me identificar como um rapper travesti. Eu nunca mudei na minha vida. Meus antecedentes são punk e Riot Grrrl". Blanco se descreve como transgênero e multigênero. Blanco descreveu-se muitas vezes em termos de outros artistas, dizendo que ela não é "Marilyn Manson" nem mesmo rapper, mas diz que quer ser "Yoko Ono". Na verdade, seu álbum Mykki originalmente seria chamado de Michael em referência a Michael Jackson.
Blanco também tentou trazer sua "personalidade" cada vez mais perto de seu não-artista, Quattlebaum, ter que dizer repetidamente através de entrevistas que ela é realmente transfeminina e que a evolução estética de Mykki Blanco ao longo dos anos é a evolução estética de si mesmo, em vez de apenas uma "drag performance". Mykki Blanco coloca muita ênfase em seus vídeos musicais e apresentações de arte, muitas vezes levando novas e complexas novidades em sua estética sempre em movimento, e está constantemente testando novas aparências e performances, assim como desafiando o gênero como seu estilo musical.

## Vida pessoal
Em junho de 2015, Blanco revelou em sua página do Facebook ser HIV positivo desde 2011. Blanco inicialmente preocupado de que ser HIV positivo seria prejudicial para sua carreira, dizendo sobre a decisão de tornar finalmente essa informação pública, "Eu fiz isso por mim mesmo. Em certo ponto, minha vida real tem que ser mais importante do que essa carreira". Ela tornou esta informação pública via Facebook durante a temporada do Orgulho. Mais de 12 mil usuários curtiram a postagem e mais de 700 compartilharam. Ao sair com esta informação difícil, Blanco diz que ela se sente como uma boa pessoa quando ela não se sentiu assim por muito tempo.
Mykki Blanco diz que antes de se revelar como HIV positivo, ela pensou que não poderia continuar sua carreira musical no futuro. Blanco expressou a preocupação de que a indústria da música a fecharia as portas por causa de seu anúncio público: "Eu pensei que quando anunciei que fosse o fim", disse ela. "Mykki Blanco é divertido. Falar sobre o HIV não é divertido. Como eu poderia ser divertido e ter HIV?", Ela menciona que durante esse período que havia planejado se tornar um jornalista investigativo para informar sobre questões LGBT em escala global, mas que o fluxo de reações positivas em resposta a sua revelação como HIV positivo tornou-a determinada a continuar sua arte.
Mykki Blanco primeiro considerou ser submetido a terapia de transição, seja Cirurgia de Reatribuição de Sexo e/ou Terapia de Reposição Hormônios, mas depois decidiu que tal tratamento não resolveria seus problemas com gênero e disforia e, em vez disso, não se envolveria com concepções racistas e patriarcais de raça, gênero e sexo. Blanco usa uma variedade de pronomes por razões semelhantes, antes de usar apenas ela, mas depois decidiu que esses pronomes não conseguiriam articular sua personalidade e arte.

## Discografia
Álbuns de estúdio
- Mykki (2016)

Extended plays
- Mykki Blanco & the Mutant Angels (2012)
- Betty Rubble: The Initiation (2013)
- Spring/Summer 2014 (2014)

Mixtapes
- Cosmic Angel: The Illuminati Prince/ss (2012)
- Gay Dog Food (2014)
- White Pelle Pelle (2015)

Singles
| Música            | Ano  | Álbum                                  |
| ----------------- | ---- | -------------------------------------- |
| "Head Is a Stone" | 2012 | Mykki Blanco & the Mutant Angels       |
| "Wavvy"           | 2012 | Cosmic Angel: The Illuminati Prince/ss |

Vídeos musicais
| Música                                   | Ano  | Diretor              |
| ---------------------------------------- | ---- | -------------------- |
| "Join My Militia"                        | 2012 | Mitch Moore          |
| "Head Is a Stone"                        | 2012 | Nick Hooker          |
| "Wavvy"                                  | 2012 | Francesco Carrozzini |
| "Haze.Boogie.Life"                       | 2012 | Danny Sangra         |
| "Kingpinning"                            | 2013 | Clarence Fuller      |
| "Feeling Special"                        | 2013 | Danny Sangra         |
| "The Initiation"                         | 2013 | Ninian Doff          |
| "She Gutta"                              | 2014 | Jude MC              |
| "High School Never Ends" (feat. Woodkid) | 2016 | Matt Lambert         |

## Trabalhos publicados
- From the Silence of Duchamp to the Noise of Boys (2011)